# Lùn sọc đen
Lùn sọc đen (tên khác: vàng lùn, lùn sọc đen và xoắn lá) là một bệnh gây hại trong sản xuất nông nghiệp (phổ biến trên lúa nước, ngô) do vi rút lùn sọc đen phương Nam (Southern Rice Black Streaked Dwarf Virus - SRBSDV) thuộc nhóm Fijivirus-2, họ Reoviridae gây lên.. Bệnh ở dạng ẩn không biểu hiện triệu chứng.
Rầy lưng trắng (Sogatella furcifera) là yếu tố môi giới lây truyền virus gây bệnh. Vi rút gây bệnh tồn tại trong cơ thể của rầy lưng trắng, rầy lưng trắng sống qua đông hoặc di chuyển rất xa theo gió để gây bệnh.

## Cơ chế lây truyền
Rầy lưng trắng, cả rầy non và rầy trưởng thành là yếu tố môi giới lây truyền virus gây bệnh (vector truyền bệnh). Rầy sau khi nhiễm vi rút có thể truyền bệnh cho đến khi chết. Vi rút gây bệnh không truyền qua trứng rầy, hạt giống lúa, đất và không truyền từ cây bệnh sang cây không nhiễm bệnh nếu không có rầy lưng trắng môi giới.
Vi rút tồn tại trong cơ thể rầy lưng trắng lưu từ vụ này sang vụ khác, có thể di chuyển rất xa nhờ gió.

## Trên lúa
Lúa bị bệnh lùn sọc đen, khi bùng phát có triệu chứng chung là thấp lùn; lá xanh đậm hơn bình thường và có thể xoăn ở đầu lá hoặc toàn bộ lá; gân lá ở mặt sau và gân chính trên bẹ lá của cây non bị sưng phồng. Giai đoạn lúa làm đòng cho đến khi có lóng, cây bị bệnh thường nảy chồi trên đốt thân và mọc nhiều rễ bất định. Ở bẹ và lóng thân xuất hiện nhiều u sáp và sọc đen. Nếu bị nặng lúa không trỗ bông hoặc trỗ bông không thoát và hạt thường bị đen.

## Trên ngô
Ngô bị bệnh lùn sọc đen, khi bùng phát: cây thấp, mọc thêm nhánh phụ; rễ ngắn, thâm nâu, ra rễ trên thân; lá vàng, xoắn đầu; có u sần màu trắng, đen ở đốt thân, gân mặt sau lá và bẹ lá; trỗ nghẹn hạt lép. Cây sinh trưởng chậm, có thể bị chết sớm, năng suất thấp, nhiễm nặng thì không cho thu hoạch.

## Phòng bệnh
Vệ sinh đồng ruộng bằng phương pháp: vùi gốc rạ để diệt lúa chét, lúa tái sinh; dọn sạch cỏ bờ ruộng, mương dẫn nước, tàn dư thực vật... tốt nhất thu gom và đốt.
Bảo vệ mạ bằng phương pháp che chắn (nilon), chống rầy (yếu tố truyền bệnh), chống rét; không gieo mạ ở những khu đất đã nhiễm bệnh trước đó.
Xử lý hạt giống bằng thuốc hóa học hoặc sinh học để tạo sức đề kháng của cây mạ; phun thuốc trừ rầy cho mạ khi phát hiện.